# Filles de Sainte Marie de la Divine Providence
Les Filles de Sainte Marie de la Divine Providence (en latin :  Congregatio Filiarum a Sancta Maria Providentiae) sont une congrégation religieuse féminine hospitalière et enseignante de droit pontifical.

## Historique
Le 18 octobre 1872, Carlo Coppini, prêtre de Pianello del Lario, ouvre un hospice sous le vocable du Sacré-Cœur pour assurer la prise en charge des orphelins et des personnes âgées abandonnées. Le 28 octobre 1878, le groupe de femmes bénévoles qui administrent l'œuvre devient communauté religieuse et adopte le titre d'Ursulines.
En 1881 Louis Guanella (1842 - 1915) devient le directeur de l'hospice, il réorganise et donne un nouvel élan au développement de la communauté des Ursulines avec l'aide de Marcelline Bosatta qui prennent le nom de Filles de Sainte Marie de la Divine Providence et commencent à se développer dans les lieux alentour.
Le Saint-Siège accorde l'approbation finale de l'institut et ses constitutions le 20 mai 1917.
Une des premières religieuses et sœur de la fondatrice, Claire Bosatta, est béatifiée le 21 avril 1991 par Jean Paul II.

## Activités et diffusion
Les guanelliennes se consacrent à diverses œuvres de charité, en particulier pour les personnes âgées, les personnes handicapées mentalement et physiquement, ainsi que l'enseignement et l'apostolat dans les paroisses.
Elles sont présentes en :
- Europe : Italie, Espagne, Roumanie, Suisse.
- Amérique : Argentine, Brésil, Canada, Chili, Colombie, États-Unis, Mexique, Paraguay.
- Asie : Inde, Philippines.

La maison généralice est à Rome.
En 2017, la congrégation comptait 589 sœurs dans 101 maisons.